# Drakobijce

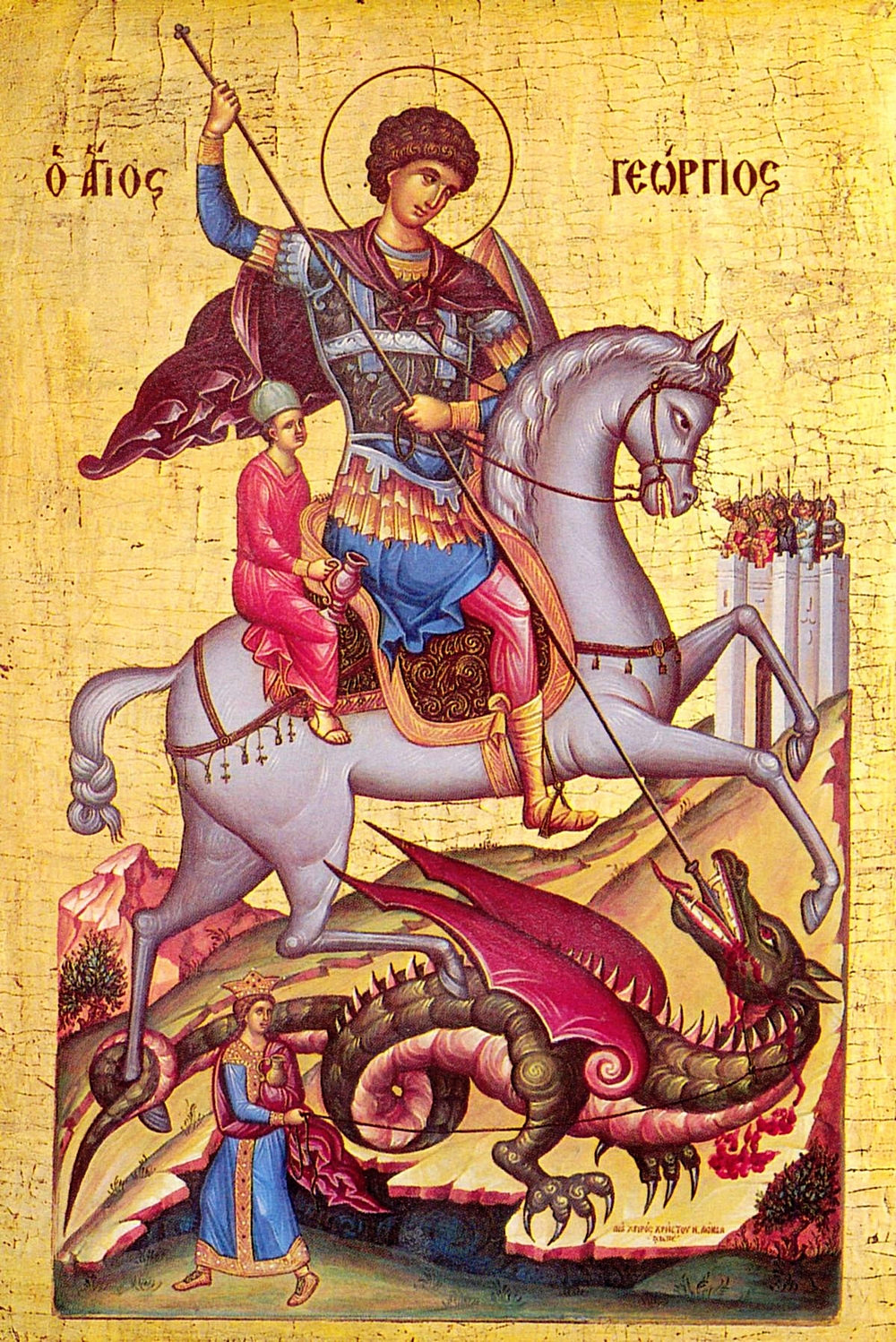
Drakobijce – ikona sv. Jiří

Drakobijce (skloňování jako soudce, nesprávně drakobijec) je označení lidí, kteří z různých důvodů zabíjí draky. Tento hrdina se vyskytuje v mýtech, legendách a pohádkách po celém světě od dávných dob, což dosvědčuje i Aarne–Thompsonův katalog, který drakobijce uvádí jako typ 300. Drakobijce se však objevuje i jako námět moderních knih, filmů, komiksů či počítačových her. Námětem příběhu o zabití draka často bývá i boj s obecně zápornými silami.

## Příběhy

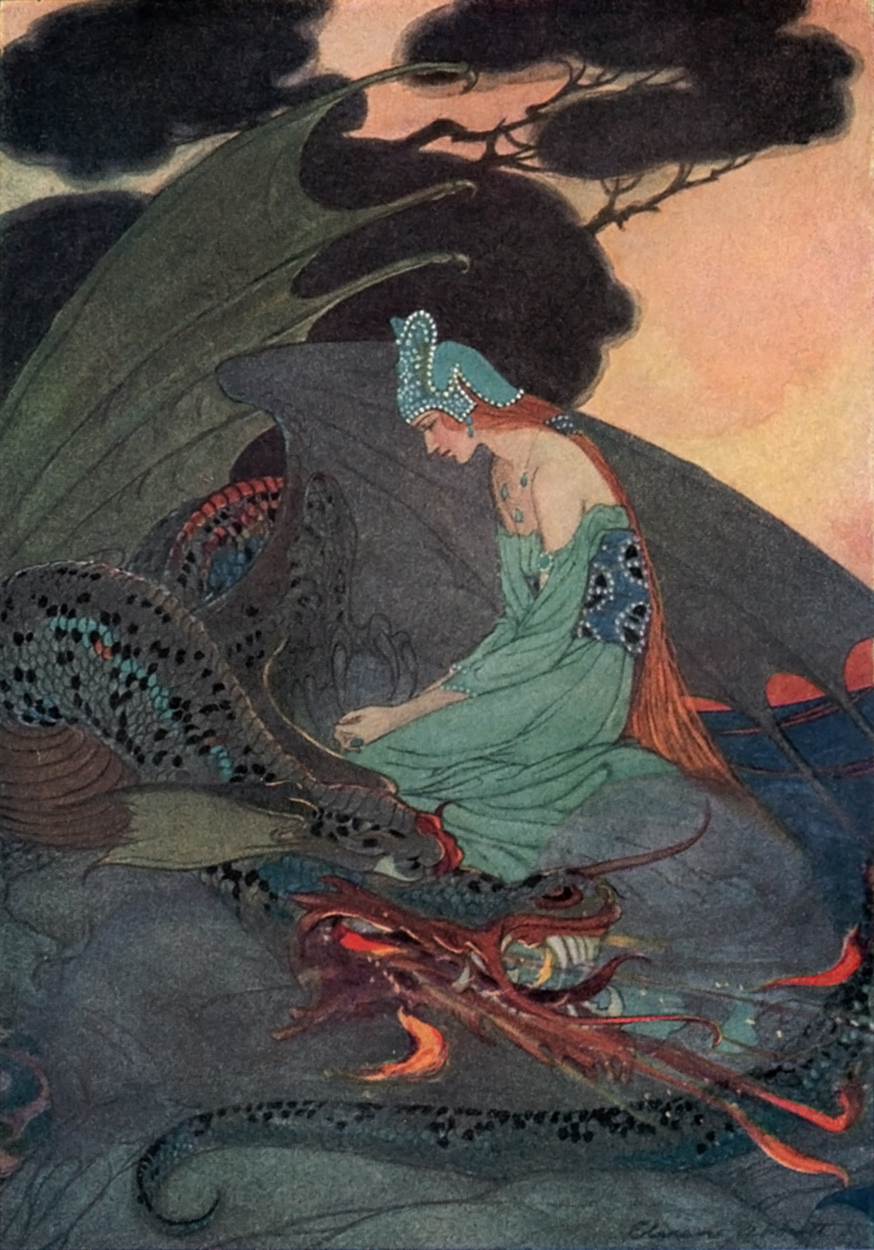
Princezna a drak v pohádce bratří Grimmů Dva bratři

Známým námětem je příběh o Princezně a drakovi, který se objevuje nejen v dětských pohádkách (např. Božena Němcová, bratři Grimmové). Příběh většinou pojednává o výše postavené dívce (většinou princezna či jiná šlechtična), která je zachráněna ze spárů draka či podobné stvůry ctnostným jinochem. Dívka může být první ohroženou, nebo může být několikátou, na kterou přišla řada být uchvácena drakem. Příběh většinou končí svatbou dívky a drakobijce.
Tento typ příběhu se objevil již v antickém příběhu o Perseovi, který zachránil princeznu Andromedu. Stejný motiv připomíná i japonský mýtus o drakovi Jamata no Oroči (česky Osmihlavý drak). Dalším příkladem je příběh o Ragnaru Lodbrokovi, vikinském hrdinovi, který zachránil dívku Þóra Borgarhjǫrtr a následně se s ní oženil.
Ve staronorském příběhu o prokletém prstenu, závisti a pomstě ze ságy o Vølsunzích drakobijce Sigurd zabíjí draka Fafnira (trpaslík, který se proměnil v draka). Sigurd následně pozře část dračího masa a díky němu porozumí řeči ptáků, a tak je varován před zradou jeho společníka Regina.
Samostatným případem je křesťanská legenda o sv. Jiřím a draku. Zakončení příběhu je však neobvyklé – nekončí svatbou, nýbrž obrácením drakovy oběti na křesťanství.
Námět příběhu s drakobijcem byl často využíván středověkými rytířskými eposy a velký rozmach těchto příběhů přišel v období romantismu a zejména s rozvojem žánru fantasy v 20. a 21. století. Například v díle J. R. R. Tolkiena vystupuje v Silmarillionu Túrin, který zabíjí draka Glaurunga, nebo v Hobitovi Bard Lučištník, který zabíjí draka Šmaka.
 

## Výklad mýtu

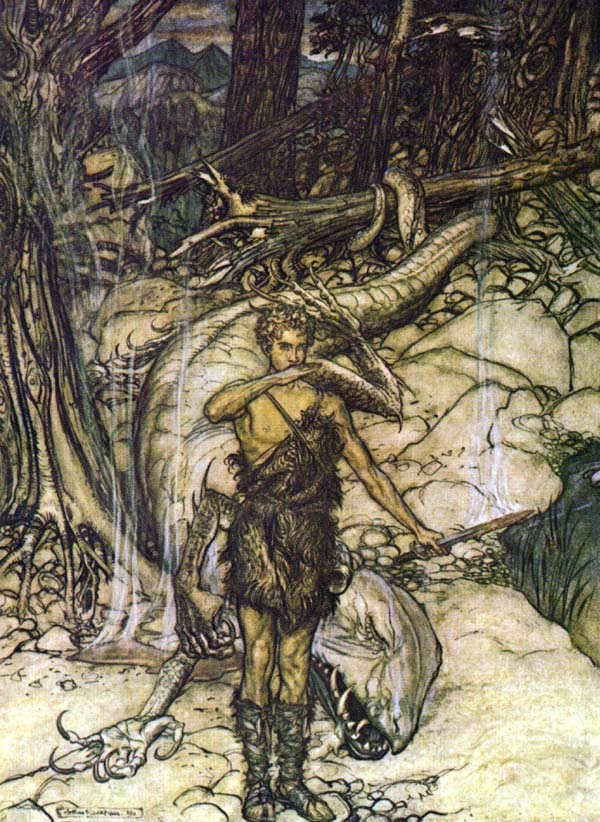
Siegfried chutná dračí krev

Mytologové jako Joseph Campbell tvrdí, že mýty o drakobijcích mohou představovat psychologickou metaforu:
| „                 | Jak si Siegfried (Sigurd) uvědomil, musel po zabití draka okusit jeho krve, aby získal něco z dračí síly. Poté, co Siegfried zabil draka a okusil jeho krve, zaslechl píseň přírody (porozuměl řeči zvířat). Přesáhl své lidství a znovusjednotil se se silami přírody, což jsou síly našeho života, od kterýchžto nás naše mysl odvádí. Psychologicky je drak připoutání se ke svému egu. | “ |
| — Joseph Campbell | |   |

## Seznam drakobijců

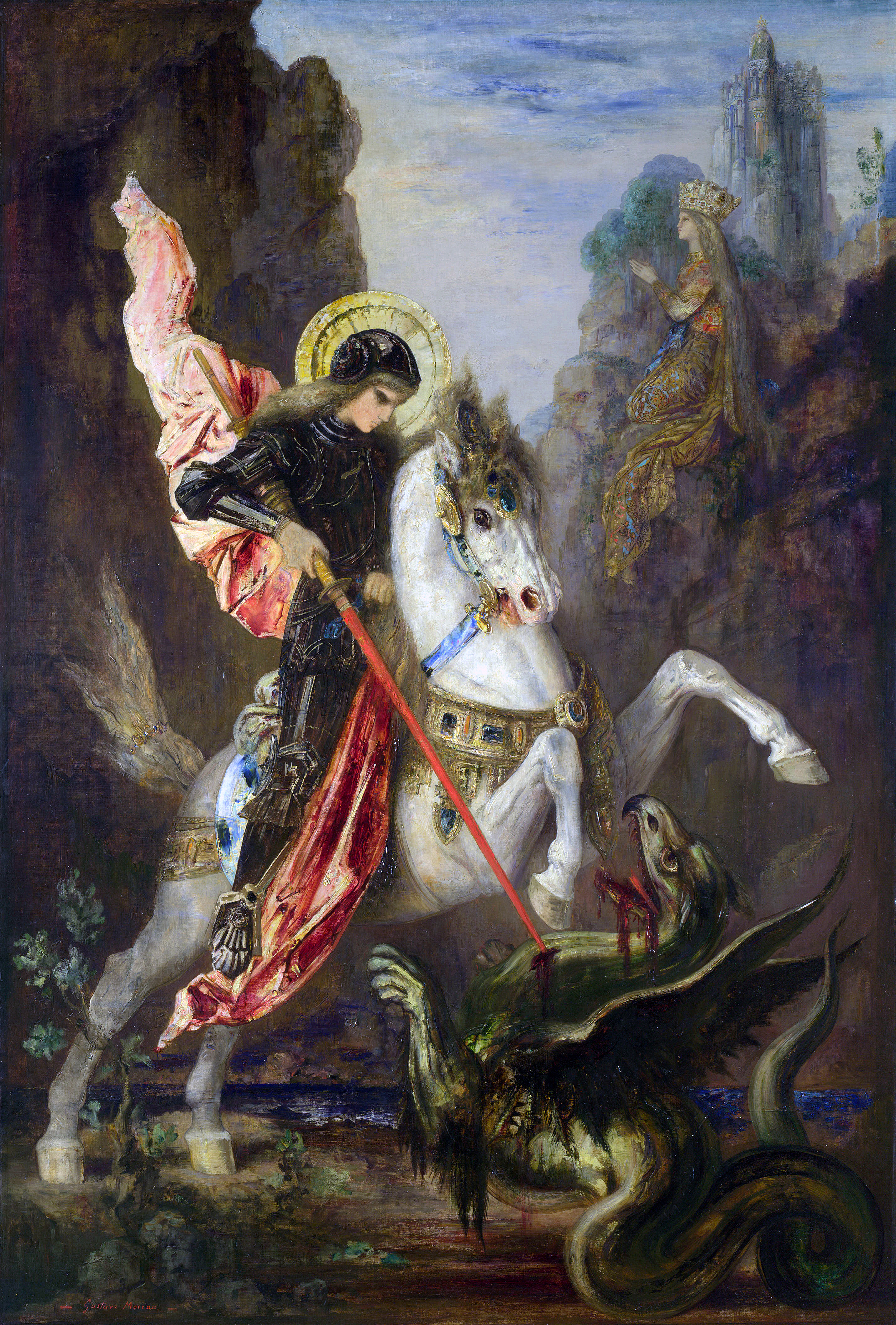
Svatý Jiří zabíjí draka

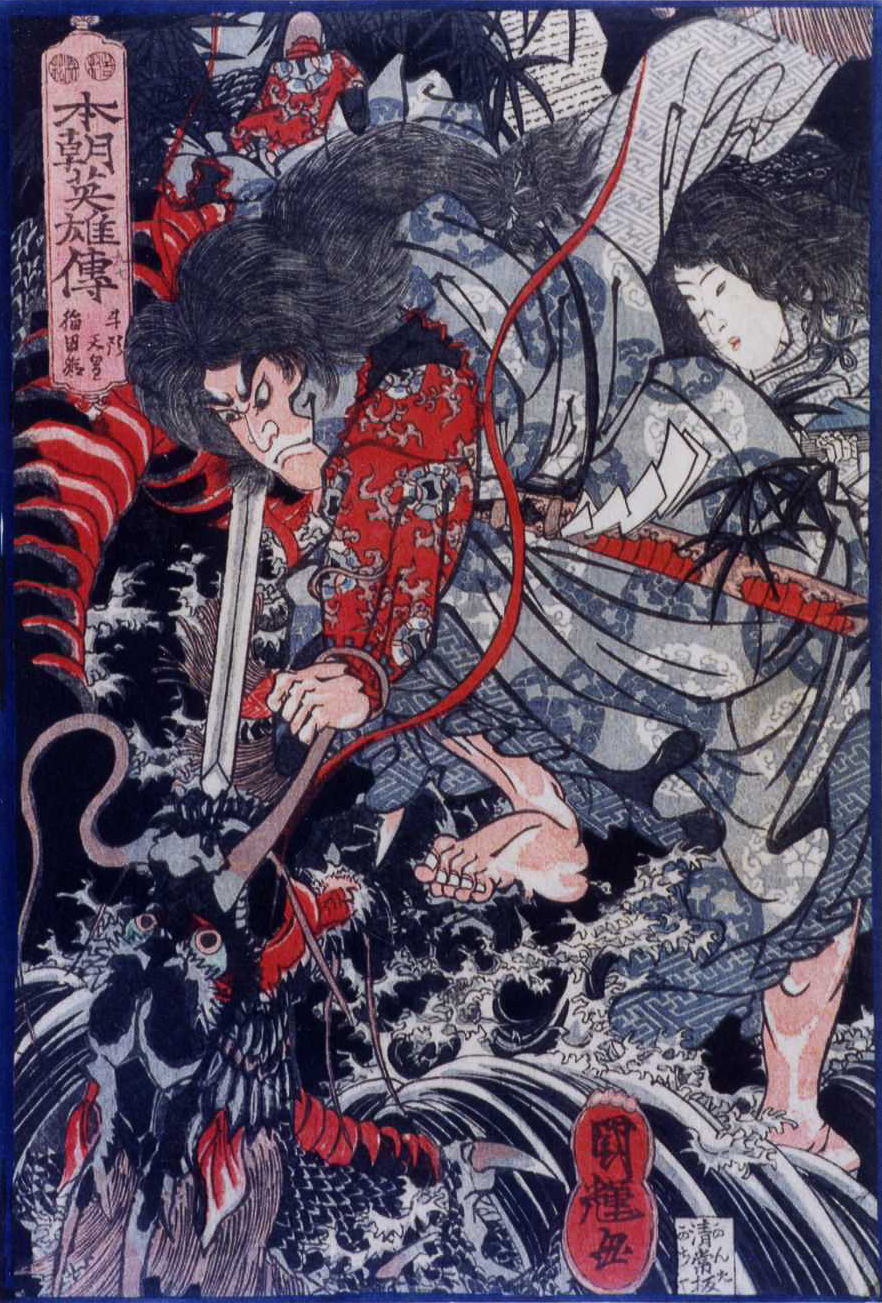
Susanoo zabíjí Jamatu no Oroti

V seznamu se objevují významné osoby a fiktivní osoby, které jsou považovány za drakobijce. Jsou seřazeni podle doby vzniku jejich příběhu.

### Antika
- Marduk
- Re
- Indra
- Baal
- Archanděl Michael
- Samson
- Apollón
- Zeus / Jupiter
- Héraklés (Vahagn)
- Svatý Jiří – uváděný také jako „Svatý Jiří Drakobijce“[6]

### Středověk a novověk
- Baldr
- Beowulf
- Sigurd
- Siegfried
- Tristan
- Markéta Antiochijská
- Dobryňa Nikitič
- Aljoša Popovič
- Krak
- Susanoo
- Nečža
- Lancelot
- Princ Bajaja

Někdy je mezi drakobijce počítána i svatá Marta, která draka nezabila, ale pouze zkrotila; draka pak zabil vyděšený dav. Také svatý Marcel z Paříže draka jen pokořil a zahnal do moře nebo do pouště; bývá však zobrazován, jak zaráží svou berlu do drakovy tlamy.

### Tolkienův svět
Ve světě J. R. R. Tolkiena se námět boje s drakem objevuje poměrně často:
- Túrin Turambar
- Eärendil
- Fram
- Bard Lučištník
- Sedlák Jiljí z Oujezda – ten navzdory své výpravě na draka nakonec draka ochočí